# Erker
Erker ali vogalni pomol je zaprt izzidek na fasadi ali hišnem vogalu. Največkrat nima povezave s tlemi, vendar lahko sega čez več nadstropij. če je v eni etaži, ga na južnonemškem, posebej še v nürnberških stanovanjskih hišah imenujejo korček (chorlein), krt izvira iz oltarnega izzidka grajske kapele. V pozni gotiki, renesansi in neobaroku (19. stoletje) je bil vogalni pomol posebej priljubljen hišni okras.

## Vrste
Erker je splošen izraz za vse štrleče okenske konstrukcije, ne glede na to, ali so ukrivljene ali oglate ali potekajo čez eno ali več etaž.
V tlorisu sta najpogosteje uporabljeni obliki enakokraki trapez (ki ga lahko imenujemo poševno okno) in pravokotnik. Pogoste pa so tudi druge poligonalne oblike z več kot dvema vogaloma, prav tako ukrivljene oblike. Če je erkerno okno ukrivljeno, se lahko alternativno imenuje ločno okno. Erkerji v obliki trikotnika z enim vogalom obstajajo, vendar so razmeroma redki.
Erker, ki je podprt z konzolo ali podobnim, se v angleščini imenuje Oriel window.
Rawashin je tradicionalen in značilen slog erkernih oken v Džidi v Saudovi Arabiji (npr. na pročelju hiše Nasseef).

## Uporaba
Večina srednjeveških erkerjev in vse do baročne dobe so ukrivljeni. Pogosto se pojavljajo kot zelo okrašen dodatek stavbe in ne njen organski del. Zlasti v obdobju gotike pogosto služijo kot majhne hišne kapele, z ukrivljenim oknom, ki vsebuje oltar in spominja na apsido cerkve. Zlasti v Nürnbergu jih celo imenujejo Chörlein (lit. 'mala apsida/zbor'), najbolj znan primer pa je tisti iz župnišča cerkve sv. Sebalda.
V islamski arhitekturi so erkerji, kot je arabska mashrabiya, pogosto izdelani iz lesa in omogočajo pogled navzven, medtem ko omejujejo vidljivost od zunaj. Zlasti v toplejših podnebjih je lahko okno enako balkonu s ščitom za zasebnost ali zaslonom.
Okna lahko povečajo prostor in nudijo pogled na zunanjost, ki ne bi bil na voljo z običajnim ravnim oknom. Najdemo jih v vrstnih, dvojnih in samostojnih hišah ter v blokih.
Na podlagi britanskih modelov se je njihova uporaba razširila v druge angleško govoreče države, kot so Irska, ZDA, Kanada in Avstralija. Po pionirskem modelu predmoderne komercialne arhitekture v Oriel Chambers v Liverpoolu so predstavljeni na nebotičnikih zgodnje čikaške šole, kjer pogosto potekajo po celotni višini zgornjih nadstropij stavbe.
V študiji iz leta 2012, v kateri je algoritem za strojno učenje preučil naključni vzorec 25.000 fotografij mest iz Google Street Viewa, so bili erkerji opredeljeni kot odločilna značilnost arhitekture San Francisca.

## Galerija
- Tipičen stanovanjski erker, ki se dviga od tal
- Tipična notranjost stanovanjskega okna
- Notranjost večnadstropnega okna v Chicagu, Illinois
- Chörlein v župnišču cerkve sv. Sebalda v Nürnbergu pred letom 1361[6]
- Dva renesančna erkerja v Colmarju v Franciji
- Market square v Stein am Rhein v Švici
- Erker na ulici Turl, ki pripada kolidžu Exeter v Oxfordu
- Zadnji del razreda II* razkošnega stanovanjskega bloka Regency iz 19. stoletja Clarence Mansions v Leamington Spa
- Tipični erker iz 1930-ih v Chaddertonu v širšem Manchestru
- Stanovanja v Hyndlandu, Glasgow, konec 19. ali začetek 20. stoletja
- Oriel Chambers, Liverpool, Peter Ellis, 1864
- Trikotna okna na Hellwigstrasse, Saarbrücken, Nemčija, 1927
- Utrdba Mehrangarh, Indija
- Mashrabiya, Bayt Al-Suhaymi, Kairo, Egipt
- Muzej Gayer-Anderson, Kairo, Egipt
- Kłodzko, Poljska
- Brugge, Belgija
- Tradicionalni "rawashin" okna na hiši Nasseef v Džidi, Saudova Arabija
- Risba prereza okna